# Micrococcus luteus
Micrococcus luteus è  un batterio Gram-positivo a forma di sfera appartenente alla famiglia Micrococcaceae.